# 青岗集乡
青岗集乡是中国山东省菏泽市曹县下辖的一个乡。

## 行政区划
青岗集乡下辖郑庄村、潘庄村、崔庄村、苗楼村、赵庄村、谢庄村、王新庄村、青岗集村、江海村、燕城集村、丁楼村、张阁村、费庄村、郭东村、郭西村、林庄村、李水口村、田庄村、胡王庄村、江楼村、许堂村、徐庄村、郭楼村、断哭庙村、聂楼村、齐庄村、郭老家村、石堂村、徐桥村、李尚滨村、杨河村、李堂村、郭花园村、后张庄村、史庄寨村、张大庙村、高庙村、潘井村、新王庄村、孙集村、朱李庄村、丁庄村、张大王庙村、蔡庄村、何姚庄村、宗堂村、鲁堂村、李胡同村、沙河李楼村、申楼村、李士茂村、马庄村、李满洲村、倪庄村、孙海村、荣菜园村、贾李庄村、戚庄村、李集村、袁大庙村。